# Alain Bernard
Alain Bernard (* 1. května 1983, Aubagne, Francie) je francouzský plavec. Specializuje se na sprinterské tratě volným způsobem. Je držitelem čtyřech olympijských medailí. V roce 2008 také vytvořil světové rekordy na 100 a 50 metrů volný způsob, nyní již překonané.
Na pravém stehně má vytetovaného žraloka.

## Plavecká kariéra

### Olympijské hry 2008
Na olympiádě v Pekingu byl členem ambiciozní francouzské sprinterské štafety. Před závodem si dobíral americkou štafetu, v samotném závodu však na svém úseku zaostal za Američanem Jasonem Lezakem a francouzská štafeta prohrála o pouhých osm setin. Chuť si spravil o tři dny později v individuálním závodě na 100 metrů, který vyhrál, na poloviční trati navíc přidal bronz. Stal se prvním francouzským olympijským vítězem v plavání od Helsinek 1952, kde vyhrál Jean Boiteux.

### Olympijské hry 2012
Na francouzském mistrovství obsadil na obou svých oblíbených tratích až pátá místa a do individuálních závodů se tak nekvalifikoval. Byl opět členem sprinterské štafety, nasazen byl v rozplavbě, nikoliv ve finále, i tak vybojoval svou druhou zlatou olympijskou medaili.

## Osobní rekordy
Dlouhý bazén
- 50 m volný způsob: 21,23
- 100 m volný způsob: 46,94
- 200 m volný způsob: 1:47,81

Krátký bazén
- 50 m volný způsob: 20,64
- 100 m volný způsob: 45,69
- 200 m volný způsob: 1:46,63